# Illa de Vordonos
Vordonos Adası (illa de Vordonos), Vordonos Adacığı (illot de Vordonos), Illes Vordonos o Illes Vordonisi (també conegudes en turc com a Bostancı Çöken Ada, illa submergida de Bostancı, el nom del barri proper) són dues illes (Büyük Vordonos i Küçük Vordonos, Vordonos gran i Vordonos petita, respectivament) situades a la Mar de Màrmara, distants 700 m de la costa de Maltepe a la part asiàtica d'Istanbul. Les illes es troben submergides d'ençà el terratrèmol del 1010. Els fars "Batmaz" (insubmergible) i "Vordonos" es troben sobre les roques.
S'ha iniciat un treball, amb el suport de l'Ajuntament de Maltepe, per donar visibilitat a les illes i aprofitar-les turísticament. Es diu que hi havia un monestir a l'illa, a l'època romana d'Orient. Les illes submergides es troben a 40°55'32" N - 29°5'32" E.